# فرانسوا بلوندل
 فرانسوا بلوندل (انگلیسی: François Blondel؛ ۱۵ ژوئن ۱۶۱۸ – ۲۱ ژانویهٔ ۱۶۸۶) یک معمار اهل فرانسه بود.